# Gabriele Klein
Gabriele Klein (1957) is socioloog, danswetenschapper, professor emeritus aan de Unversiteit Hamburg en professor van ballet en dans aan de Universiteit van Amsterdam.

## Biografie
Tussen 1977 en 1987 studeerde Gabriele Klein sociologie, geschiedenis, bewegingswetenschappen, pedagogie en hedendaagse dans aan de universiteiten van Biefefeld, Bochum en Essen, naast de Amsterdamse Hogeschool voor de Kunsten. Zij behaalde een doctoraat in maatschappijwetenschappen aan de Universiteit van Bochum in 1990. Haar dissertatie is in 1992 uitgegeven onder naam Frauen Körper Tanz. Eine Zivilisationsgeschichte des Tanzes (Vrouwen Lichamen Dans. Een maatschappijgeschiedenis van de dans). Haar habilitatie in 1998 leidde tot de publicatie van Electronic Vibration. Pop Kultur Theorie (Electronische Vibratie. Popkulturele Theorie). Tussen 2002 en 2023 was zij professor in de sociologie van het lijf, bewegingwetenschappen, danswetenschappen en performance studies aan de Universiteit van Hamburg. In 2005 richtte ze het internationale vak “Performance Studies” op  als hoofd van het interdisciplinaire Center for Performance Studies aan de Universiteit Hamburg. Ze heeft verscheidene internationale professorschappen en postdoctorale aanstellingen bekleed, waaronder in Los Angeles (VS), New York (VS), Osaka (Japan), Stellenbosch (Zuid-Afrika) en Buenos Aires (Argentinië). Sinds 2022 is ze Hans van Manen professor van ballet en dans aan de Universiteit van Amsterdam.
Sinds 1994 heeft Klein verschillende onderzoeksprogramma's aangestuurd en (inter-)nationale evenementen opgezet. Ze is medeoprichter van het Gesellschaft für Tanzforschung (vereniging voor dansonderzoek), waar ze tussen 1997 en 2001 ook voorzitter was. Van 2010 tot 2014 was ze bestuurslid van de Society of Dance History Scholars (vereniging voor dansgeschiedenis). Als lid van de Deutsche Gesellschaft für Soziologie (Duitse vereniging voor sociologie) was Klein lid en woordvoerder van de cluster Soziologie des Körpers und des Sports (sociologie van het lichaam en van sport). Ze was daarnaast lid van verschillende stuur- en adviesgroepen binnen (inter-)nationale wetenschappelijke tijdschriften en instellingen.

## Onderzoek
Het onderzoek van Gabriele Klein focust op het lichaam, bewegings- en dansonderzoek en performance studies. Overige thema's zijn popcultuur, genderstudies en stadsonderzoek. De perspectieven binnen culturele antropologie en genderstudies die Klein heeft uitgediept en waarvoor zei verschillende prijzen heeft gewonnen, zijn verder ontwikkeld in haar onderzoek naar het danstheater van Pina Bausch, naar dansvloerculturen, waaronder techno en hip-hop in het bijzonder, naar Latijns-Amerikaanse dansstijlen en naar andere culturele uitingen van het lichaam in het dagelijks leven, sport en de kunsten.
Recent is haar onderzoek gericht op digitalisering, globalisering en transnationalisering van dansculturen en de toe-eigening van dans en bewegingspatronen in verschuivende culturele contexten. Klein meent dat dansfiguren tot een speciale soort van sociale omgangsvormen toebehoren. In dans en choreografie kunnen sociale en politieke vormen tot uitdrukking komen. Danswetenschappen is dus een onderzoeksveld dat zich enerzijds bezig houdt met de sociologie van het lichaam en anderzijds met maatschappelijke vraagstukken. Gabriele Klein heeft een grote invloed gehad op het (ver-)zetten van kaders in dansonderzoek i.v.m. de relatie tussen danskunst en sociale dans. Verder heeft ze bijgedragen aan een vergroot begrip van de relevantie van het lichaam (en de verschillende concepties van het lichaam) voor theoretische vraagstukken binnen de sociologie.

## Publicaties

### Auteur
- Pina Bausch's Dance Theater. Company, Artistic Practices and Reception (Pina Bausch’s Danstheater: Gezelschap, Kunstpraktijk en Publieksontvangst), Transcript: Bielefeld 2020 ISBN 978-3-8376-5055-6. (Duits: 2019; in Russisch: 2021)
- Choreografischer Baukasten (Choreografische Gereedschapsdoos), redactie door Gabriele Klein, Transcript: Bielefeld 2011 (met Gitta Barthel en Esther Wagner) (3e editie in 2024)
- Electronic Vibration. Pop Kultur Theorie (Elektronische Vibraties: Popkulturele Theorie), VS: Wiesbaden 2004 (Hardcover: Rogner & Bernhard: Hamburg 1999). ISBN 978-3810041029
- Is this real? Die Kultur des HipHop (Is this real? De Kultuur van Hip Hop), Suhrkamp: Frankfurt a. M. 2003 (with Malte Friedrich) (4. edition 2011). ISBN 978-3518123157
- Frauen Körper Tanz. Eine Zivilisationsgeschichte des Tanzes (Vrouwen Lichamen Dans: Een Maatschappijgesciedenis van de Dans), Heyne: München 1994 (Hardcover: Quadriga: Weinheim/Berlin 1992). ISBN 978-3453070325

### Redacteur
- Materialities in Dance and Performance. Writing, Documenting, Archiving (Materialiteit in Dans en Performance: Schrijven, Documenteren, Archiveren), transcript: Bielefeld: 2024 (met Franz Anton Cramer) ISBN 978-3-8376-7064-6
- Übersetzen und Rahmen. Praktiken medialer Transformationen (Vertalen en Bekaderen: Paktijken van Mediavertalingen), Wilhelm Fink: München 2017 (met Claudia Benthien). ISBN 978-3-7705-6107-0
- Performance und Praxis. Praxeologische Erkundungen in Tanz, Theater, Sport und Alltag (Performance en Praxis: Praxeologische Bevindingen in Dans, Theater, Sport en de Alledag), Transcript: Bielefeld 2017 (met Hanna Katharina Göbel). ISBN 978-3-8376-3287-3
- Handbuch Körpersoziologie (Handboek Sociologie van het Lichaam), 2 Vols., VS: Wiesbaden 2016 (met Robert Gugutzer en Michael Meuser) (2e editie in 2022). ISBN 978-3-658-04135-9
- Choreografischer Baukasten. Das Buch (Choreografische Gereedschapsdoos: Het Boek), Transcript: Bielefeld 2015 ISBN 978-3-8376-3186-9
- Methoden der Tanzwissenschaft. Modellanalysen zu Pina Bauschs Le Sacre du Printemps (Methoden van de Danswetenschap: Modelanalyses van Pina Bausch’s Le Sacre du Printemps), 2e editie, Transcript: Bielefeld 2015 (met Gabriele Brandstetter). ISBN 978-3-8376-2651-3
- Dance [and] Theory (Dans [en] Theorie), Transcript: Bielefeld 2013 (met Gabriele Brandstetter). ISBN 978-3-8376-2151-8
- Emerging Bodies. The Performance of Worldmaking in Dance and Choreography (Lichamen in Wording: De Performance van Wereldschepping in Dans en Choreografie), Transcript: Bielefeld 2011 (met Sandra Noeth). ISBN 978-3837615968
- Tango in Translation. Tanz zwischen Medien, Kulturen, Kunst und Politik (Tango in Vertaling: Dans Tussen Media, Kultuur, Kunst en Poltiek), Transcript: Bielefeld 2009. ISBN 978-3837612042
- Bewegungsraum und Stadtkultur (Bewegingsruimte en Stadskultuur), Transcript: Bielefeld 2008 (met Jürgen Funke-Wieneke). ISBN 978-3837610215
- Ernste Spiele. Zur politischen Soziologie des Fußballs (Serieus Spel: Over de Politieke Sociologie van Voetbal), Transcript: Bielefeld 2008 (met Michael Meuser). ISBN 978-3899429770
- Ost-Europa (Oost-Europa), tanzheft eins, redactie door Performance Studies/Tanzplan Bremen, Hamburg 2008
- Körper (Lichamen), Special Issue of the Journal Schüler, Friedrich: Velber 2002